# Kurt Weber (Politiker, 1924)
Kurt Weber (* 10. Oktober 1924 in Kainzen, Kreis Guhrau; † 11. Januar 1970 in Berlin) war ein deutscher Politiker (FDP).

## Leben
Kurt Weber besuchte ein Gymnasium und machte 1942 Abitur. Von 1942 bis 1945 diente er bei der Wehrmacht in der Luftwaffe. Von 1945 bis 1949 war er Technischer Kaufmann und arbeitete als kaufmännischer Angestellter bei einem Industriebetrieb in Sachsen-Anhalt. 1949 übersiedelte er nach West-Berlin, studierte von 1949 bis 1955 Physik an der Freien Universität Berlin und schloss mit einem Diplom ab. Anschließend war er bis 1962 als Geschäftsführer einer gemeinnützigen Lehrwerkstätte für Metallberufe tätig. Ab 1962 wirkte er als Redakteur und später als Chefredakteur der Zeitschrift Das Berliner Wort.
Weber wurde 1945 Mitglied der Liberal-Demokratischen Partei (LDP) und war Ortsgruppenvorsitzender sowie stellvertretender Kreisvorsitzender. 1947/48 war er Vertreter der LDP in mehreren Ausschüssen des Magistrats von Delitzsch bei Leipzig. Nach 1949 wurde er Mitglied der FDP Berlin und war von 1967 bis zu seinem Tod Mitglied des Abgeordnetenhauses von Berlin. Für ihn rückte Jürgen Wahl ins Parlament nach.